# Trachelopachys caviunae
Espèce
Synonymes
- Trachelas caviunae Mello-Leitão, 1947

Trachelopachys caviunae est une espèce d'araignées aranéomorphes de la famille des Trachelidae.

## Distribution
Cette espèce est endémique du Brésil. Elle se rencontre dans les États du Paraná et de São Paulo.

## Description
Le mâle décrit par Platnick et Rocha en 1995 mesure 5,63 mm et la femelle 7,63 mm.

## Étymologie
Son nom d'espèce lui a été donné en référence au lieu de sa découverte, Caviúna.

## Publication originale
- Mello-Leitão, 1947 : Algumas aranhas novas de Pedra Açú e Paraná. Papeis Avulsos do Departamento de Zoologia, vol. 8, no 11, p. 127-135.